# Tama, Tokyo
Tama (japanska: 多摩市?, Tama-shi) är en stad i västra delen av Tokyo prefektur i Japan. Staden fick stadsrättigheter 1971.
Den planerade staden Tama New Town ligger delvis i Tama.